# Cixius bandara
Cixius bandara är en insektsart som beskrevs av Caldwell 1950. Cixius bandara ingår i släktet Cixius och familjen kilstritar. Inga underarter finns listade i Catalogue of Life.